# Teddy Reno
Ferruccio Merk Ricordi, mer känd under artistnamnet Teddy Reno, född 11 juli 1926 i Trieste, är en italiensk sångare, låtskrivare, skivproducent och skådespelare.

## Biografi
Ricordi föddes den 11 juli 1926 i Trieste.
1946, när Ricordi befann sig på en turné i Tyskland tillsammans med Teddy Foster, kom han på sitt artistnamn när han hade korsat floden Rhen. Artistnamnet Teddy Reno var en blandning mellan engelsmannens förnamn och floden Rhens italienska namn, Reno.

## Diskografi
Studioalbum
- 1954 – Prima selezione di successi napoletani